# Leah Hayes
Leah Hayes (Sugar Grove, 21 ottobre 2005) è una nuotatrice statunitense.

## Biografia
È sofferente di alopecia dall'età di sei anni.

## Carriera
Specializzata nei misti, ha vinto la medaglia di bronzo nei 200m misti ai Mondiali di Budapest 2022 con il tempo di 2'08"91, facendo contestualmente segnare il record mondiale juniores nella distanza.

## Palmarès
- Mondiali

Budapest 2022: bronzo nei 200m misti.
- Giochi mondiali universitari

Reno-Ruhr 2025: oro nei 200m misti, nei 400m misti, nella 4x100m sl, nella 4x200m sl e nella 4x100m misti.
- Mondiali giovanili

Netanya 2023: oro nei 200m misti, nei 400m misti e nella 4x200m sl, argento nella 4x100m sl e bronzo nei 200m sl.